# Jezírko u Kyzu
Místní název „jezírko u Kyzu“, který se vyskytuje na turistických mapách a popisech cyklotras, ve skutečnosti označuje hlubokou lomovou jámu, která se nachází na okraji území označovaného jako šumavské pláně v lese nad Novým Dvorem, místní částí šumavské obce Zdíkov. Na turistických mapách lze místo najít poblíže mělkého sedla mezi vrchy Homole (1001 m) a Výška (1117 m) v nadmořské výšce 990 metrů. Plocha jezírka je asi 0,28 ha a maximální hloubka 14 m.

## Historie
Jáma, někdy označovaná jako Nový Kýz, je pozůstatkem po těžbě křemene, používaného jako surovina pro sklářství. V blízkosti je i starší Starý Kýz, což je dnes suchá jáma nacházející se směrem k osadě Lesní Chalupy.
Vytěžený křemen (německy Kiesel, odtud označení Kyz/Kýz) se používal jako základní surovina pro výrobu skla v hutích, které pracovaly v blízkém okolí podle dochovaných zpráv od 16. století až do 19. století, kdy nastal úpadek skláren na Šumavě. Sklárny v této oblasti vyráběly duté sklo jen v menší míře, převážně se zaměřovaly na drobné výrobky pro sakrální předměty a později sklíčka do hodinek.
Před zpracováním ve sklárnách se musel vytěžený křemen drtit, což se dělo z velké části v nedalekém, níže položeném a dopravně (v zimě se surovina vozila i na saních) výhodně položeném Pucherském mlýně Zadov na potoku Spůlka.
Nový Kýz (současné jezírko U kyzu) byl jako lom otevřen poté, co se zásoby suroviny ve starém Kýzu u Lesních Chalup začaly ztenčovat. Kromě méně hodnotného tmavého křemene, používaného na výrobu tabulového skla, se těžil i ceněný světlý křemen, použitelný na kvalitnější skelnou hmotu.
Je pozoruhodné, jak naši předci určili jednu z nejmocnějších křemenných žil na území Šumavy. I novodobé geologické mapy celé šumavské oblasti mezi Lipnem a Nýrskem označují mapovou značkou „žilný křemen“ jen dva další výskyty: na úbočí Křemelné (Sněžné jámy) a na úpatí Pancíře.
Těžba v tomto místě skončila v roce 1890. Neudržovaná odvodňovací štola byla v následujících letech zavalena a lom byl zatopen.

## Pobřeží
Břehy jezírka jsou prudké a porostlé jehličnatým lesem. Na severním břehu je turistické odpočívadlo a informační tabule.

## Vodní režim
Voda nemá povrchový přítok ani odtok. Náleží k povodí Adámkova potoka, který ústí do Zdíkovského potoka a ten do Spůlky.

## Flóra a fauna
Jezírko bylo opakovaně předmětem biologického průzkumu. Druhové složení drobných vodních živočichů se v průběhu doby mění jen málo, jedná se tedy o stabilní ekosystém. Vyskytují se zde např. perloočky břichatka jezerní nebo hladinovka obecná a klanonožec vznášivka ztepilá.

## Přístup
Pleso je přístupné pěšky po celý rok.
- Žlutá turistická značka ze Zadova od hotelu Churáňov - 3,4 km.[1]
- Cyklotrasa č. 1201 z Vimperka (12,5 km) nebo z Kašperských Hor (18,5 km)[2]